# Santa Flora (Trinidad y Tobago)
Santa Flora es una localidad de Trinidad y Tobago, que forma parte de la región de Siparia.

## Geografía
La localidad abarca parte de la isla Trinidad y limita al norte con Jacob Village y Waddle Village, al sur con el canal de Colón, al este con Danny Village y al oeste con Los Bajos y Palo Seco.

## Demografía
Datos demográficos de la localidad de Santa Flora:
| Gráfica de evolución demográfica de Santa Flora entre 2000 y 2011 |
|                                                                   |